# Palaeomolis elwesi
Palaeomolis elwesi là một loài bướm đêm thuộc phân họ Arctiinae, họ Erebidae.